# パストゥレイユ
パストゥレイユ（pastourelle）は、女羊飼いのロマンスを扱う古フランス語の抒情詩の詩形。
初期のパストゥレイユのほとんどで、詩人である騎士は女羊飼いと出会う。その女羊飼いは頓智合戦で騎士を打ち負かし、はにかんだ態度を示す。語り手は通常、合意のうえ、あるいは強姦によって女羊飼いと性的関係を持って、そこから立ち去るか逃げるかする。後の発展形は羊飼いならびに時には痴話喧嘩によるパストラル詩に転じた。また12世紀のトルバドゥール、とくにマルカブリュの歌った詩（パストゥレル）の起源にもなった。
このトルバドゥールの詩形はゴリアールの詩と混ざり合い、1230年頃のカルミナ・ブラーナまで、フランス語とオック語で実践された。スペイン文学においては、パストゥレイユはSerranilla（山唄）に影響を与え、フランス語、ドイツ語、英語、ウェールズ語の15世紀のパストゥレイユが存在する。アダン・ド・ラ・アルの『ロバンとマリオンの劇』はパストゥレイユをドラマ化したもので、エドマンド・スペンサーの『妖精の女王』6巻の中でもパストゥレイユは言及されている。